# Elmer Yale Dawson
Elmer Yale Dawson ( 1918 - 1966 ) fue un botánico y algólogo estadounidense.

## Biografía
Nació el 31 de marzo de 1918 en Creston (Iowa) de Elmer Clarence Dawson y Mabelle Davidson Campbell. En 1940 recibió su título de licenciatura por la Universidad de California en Berkeley, y en 1942 su doctorado por la misma institución. Después de servir en el Ejército de Estados Unidos, se convirtió en un investigador asociado para la Fundación Hancock Allan, una división de la Universidad del Sur de California durante 10 años, de 1945 a 1955. Fue nombrado profesor de biología en la USC en 1956, cargo que ocupó hasta 1964. De 1958 a 1962 se desempeñó como director de investigación de la Fundación Beaudette, una división de investigación biológica. Se convirtió en director del Museo de Historia Natural de San Diego en 1964, y ese mismo año fue ascendido a secretario de la Fundación por las Américas Charles Darwin, situado en las Islas Galápagos.
Se ahogó el 22 de junio de 1966, mientras buceaba por algas en el Mar Rojo.

## Legado
Dedicó su vida al estudio de las algas marinas bentónicas, en particular Rhodophyta que crecen en el Pacífico tropical y subtropical. Publicó libros sobre algas, cactus y suculentas.

## Algunas publicaciones

### Libros
- -----. 1944. The marine algae of the Gulf of California v. 3, N.º 10 de [Report], Los Angeles (Calif.) 264 p.
- -----. 1945. An annotated list of the marine algae and marine grasses of San Diego county, California. San Diego Society of Natural History Occasional Papers; N.º 7. 87 p.
- -----; robert e. Craig. 1948. New cacti of southern Mexico. N.º 1-2 de Occasional papers. Allan Hancock Foundation. Ed. The University of Southern California Press. 68 p.
- -----. 1949. Contributions toward a marine flora of the Southern California Channel Islands, I-III. Nº 8 de Allan Hancock Foundation publications. Ed. University of Southern California Press. 56 p.
- -----. 1949. Studies of Northeast Pacific Gracilariaceae. N.º 7 de Allan Hancock Foundation publications. 104 p.
- -----. 1956. How to know the seaweeds. Pictured key nature series. Ed. W. C. Brown Co. 197 p.
- -----. 1962. Marine red algae of Pacific Mexico. Allan Hancock Foundation publications of the University of Southern California. 396 p.
- -----. 1962. Marine red algae of Pacific Mexico: pt. 7, Ceramiales, Ceramiaceae, Delesseriaceae. Parte 7 v. 26, N.º 1 de Allan Hancock Pacific expeditions. Ed. University of Southern California Press. 202 p.
- -----. 1962. Una clave ilustrada de los géneros de Algas bénticas del Pacífico de la América Central v. 3, Nº 4 de Pacific naturalist. 231 p.
- -----. 1962. New taxa of benthic green, brown and red algae: published since De Toni 1889, 1895, 1924, respectively, as compiled from the Dawson algal library. Ed. Beaudette Foundation for Biological Research. 210 p.
- -----. 1963. How to know the cacti: pictured keys for determining the native cacti of the United States and many of the introduced species. Pictured key nature series. Ed. W. C. Brown Co. 158 p.
- -----; césar Acleto, ninja Foldvik. 1964. The seaweeds of Peru. Nova Hedwigia, Nº 13 de Beihefte zur Nova Hedwigia. Ed. J. Cramer. 111 p. ISBN 3-7682-5413-5
- -----. 1966. The cacti of California v. 18 de California natural history guides. Ed. University of California Press. 64 p. ISBN 0-520-00299-7 leer
- -----. 1966. Seashore plants of southern California v. 19 de California natural history guides. Ed. University of California Press. 101 p. ISBN 0-520-00300-4 leer
- -----. 1966. Marine botany: an introduction. Ed. Holt, Rinehart & Winston. 371 p.
- -----. 1975. The cacti of California. Vol. 18 de California natural history guides. Ed. University of California Press. 64 p.
- -----; isabella aiona Abbott. 1978. How to know the seaweeds. Pictured key nature series. Ed. W. C. Brown Co. 141 p. ISBN 0-697-04892-6
- -----, michael s. Foster. 1982. Seashore plants of California. Nº 47 de California natural history guides. Ed. University of California Press. 226 p. ISBN 0-520-04138-0 leer

- La abreviatura «E.Y.Dawson» se emplea para indicar a Elmer Yale Dawson como autoridad en la descripción y clasificación científica de los vegetales.[2]